# 阿方索环形山
阿方索环形山（Alphonsus）是月球上一座形成于前酒海纪期的古老陨石坑，它坐落于月球正面云海的东北边界。以卡斯蒂利亚-莱昂王国国王、天文学家阿方索十世（1221年—1284年）的名字命名，1935年被国际天文学联合会批准认可。

## 描述

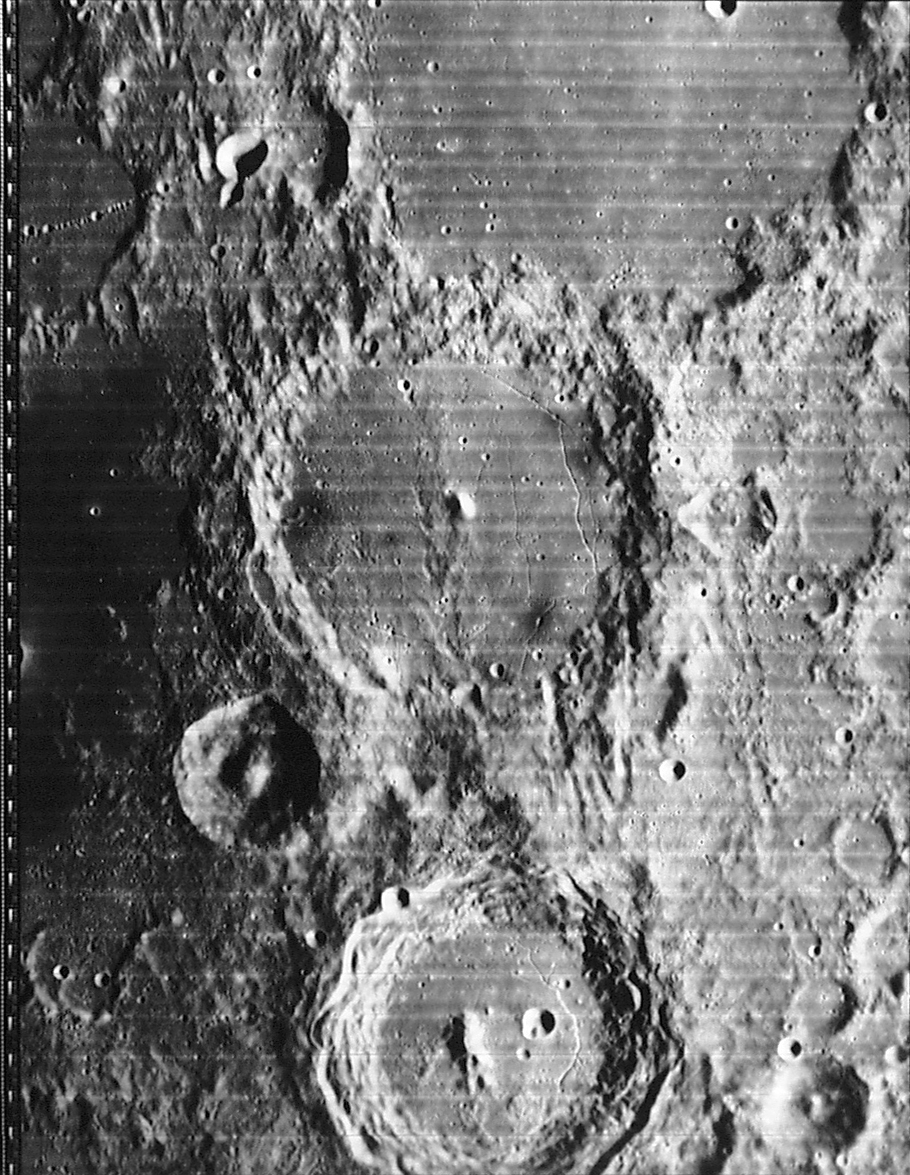
自上而下：托勒密环形山、阿方索和阿尔扎赫尔环形山，月球轨道器4号拍摄。

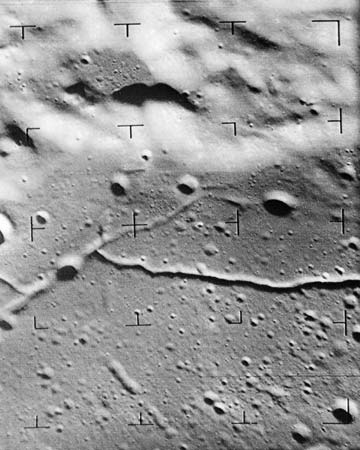
环形山坑内的沟纹，徘徊者9号拍摄图像

该陨石坑北侧与托勒密环形山有部分重叠，西南方是阿尔佩特拉吉斯环形山，南面是阿尔扎赫尔环形山，环形山中心月面坐标为南纬13.39°、西经2.85°(13°23′S 2°51′W / 13.39°S 2.85°W)，直径110.54公里，深约2.89公里。
阿方索环形山的外壁略有变形，大致呈六边形状，东北侧部分侧壁高出坑底约2300米，陨石坑底部南北横亘着一道由撞击喷发物堆积而成的低矮山岭，"阿方索阿尔发"(Alphonsus Alpha)中央峰具有金字塔般的外形和陡峭的山坡，峰顶较坑底高峰1.5公里，但它并非起源于火山，而是像月球高原一样，由斜长岩构成。坑底西部相对平整，但东部蔓延着错综的裂隙系统。该环形山的总体积(容量)大约为1.2万公里³。

阿方索环形山的特点之一是坑内布满了大量的火山碎屑岩，环绕陨坑内的一些小陨石坑及内侧壁边缘形成了一圈圈昏暗的光晕，构成所谓的月球瞬变现象。这也引起了环形山中存在火山活动痕迹的猜测。然而，按照现代理念，这些岩石实际是月球月海岩石，是在撞击时被从较轻的月壤下抛射出来的。

## 月球瞬变现象
阿方索环形山是月球上最常能观察到月球瞬变现象-坑底黑斑变化、中央峰变色增亮的区域之一。1956年10月26日美国天文学家"丁斯摩尔·奥尔特"(Dinsmore Alter)使用威尔逊山天文台60英寸反射望远镜，拍摄了一幅陨石坑盆地的蓝光照，在陨石坑中发现了一条奇怪的不透明裂缝，尽管事实上是以红外光拍摄的图像，但很模糊混浊。于是，天文学家们认为这是环形山中存在火山活动的确凿证据。1958年11月2日和3日夜间，苏联天文学家"尼古拉·亚历山大罗维奇·科济列夫"(Nikolai Aleksandrovich Kozyrev)在克里米亚天文台拍到的阿方索环形山光谱图显示，从环形山的中央峰中有气体泄出(氢和碳分子)。月球上的火山活动现象作为一项科学发现在1958年11月苏联国家注册的78项科学发现中列第三位。
最近的月亮研究并未证实这些观察，现在认为月球上的火山活动早在大约10亿年前的哥白尼纪时期就已完全停止。关于上述观察，可能的解释是由于地球引力效应而产生的构造变化。

## 内部陨石坑
在阿方索斯环形山坑底周围分布着五座国际天文联合会已命名的大型陨石坑，它们是：
| 环形山 | 英文名 | 月面坐标                        | 直径 | 名称来源     | 批准年份 |
| ------ | ------ | ------------------------------- | ---- | ------------ | -------- |
| 莫妮拉 |        | 12°32′S 1°44′W / 12.54°S 1.73°W | 1,1  | 阿拉伯女性名 | 1976年   |
| 拉维   |        | 12°30′S 1°58′W / 12.50°S 1.97°W | 1,6  | 印度男性名   | 1976年   |
| 索拉娅 |        | 12°52′S 1°38′W / 12.87°S 1.63°W | 1,9  | 波斯女性名   | 1976年   |
| 何塞   | José   | 12°41′S 1°40′W / 12.68°S 1.66°W | 1,2  | 西班牙男性名 | 1976年   |
| 嫦娥   |        | 12°41′S 2°10′W / 12.69°S 2.16°W | 2,3  | 中国女性名   | 1976年   |

## 卫星陨石坑

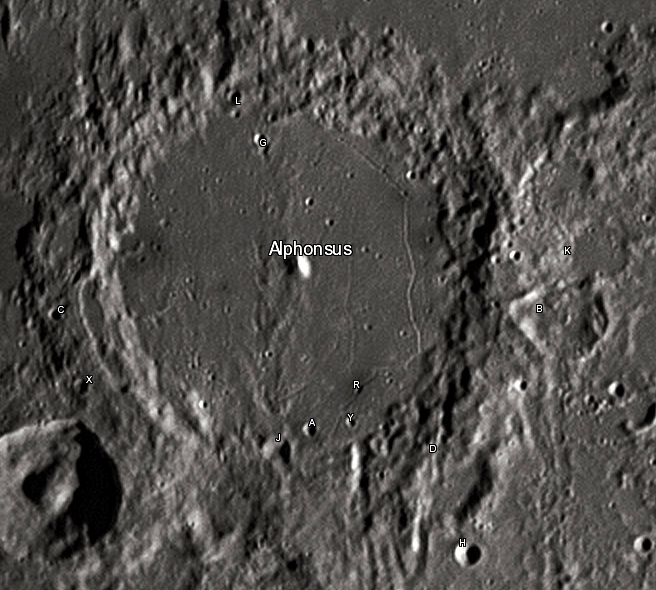
戴维·坎贝尔图片

| 阿方索 | 月面坐标                        | 直径, 公里 |
| ------ | ------------------------------- | ---------- |
| A      | 14°52′S 2°16′W / 14.87°S 2.27°W | 3,6        |
| B      | 13°16′S 0°12′W / 13.26°S 0.20°W | 22,9       |
| C      | 14°24′S 4°52′W / 14.4°S 4.87°W  | 3,4        |
| D      | 15°03′S 0°51′W / 15.05°S 0.85°W | 23,7       |
| G      | 12°21′S 3°23′W / 12.35°S 3.39°W | 3,5        |
| H      | 15°37′S 0°32′W / 15.62°S 0.53°W | 7,0        |
| J      | 15°08′S 2°31′W / 15.14°S 2.51°W | 7,9        |
| K      | 12°37′S 0°07′W / 12.61°S 0.11°W | 20,6       |
| L      | 12°01′S 3°43′W / 12.02°S 3.72°W | 3,8        |
| R      | 14°23′S 1°55′W / 14.39°S 1.92°W | 3,0        |
| X      | 14°59′S 4°28′W / 14.99°S 4.46°W | 4,7        |
| Y      | 14°43′S 1°55′W / 14.71°S 1.92°W | 2,6        |

## 飞船着陆点
- 1965年3月24日，美国徘徊者9号在阿方索环形山内月面坐标南纬12.83°、西经2.22°(12°58′S 2°22′W / 12.967°S 2.367°W)处实施了硬着陆[10](另请参阅月球人造物体列表)。
- 阿方索斯环形山被视为阿波罗16号和阿波罗17号登月舱一处可能的着陆点。
- 阿方索斯环形山内靠近拉维陨石坑的地区是美国"星座"太空计划宣告感兴趣的区域。

## 另请参阅
- 月球环形山列表
- 行星体系命名法
- 月球矿物
- 后期重轰炸期